# Schattberg (Saalbach-Hinterglemm)
Der Schattberg ist ein 2097 m ü. A. hoher Berg in den Kitzbüheler Alpen im österreichischen Bundesland Salzburg.

## Lage und Umgebung
Der Schattberg gilt als der Hausberg der Pinzgauer Gemeinde Saalbach-Hinterglemm, die etwa 3 Kilometer nördlich liegt. Er bildet den Abschluss eines Gebirgskamms, der sich vom 2249 m hohen Hochkogel über den 2092 m hohen Saalbachkogel und den 2123 m hohen Stemmerkogel nach Norden zieht. Im Westen führt der Schwarzachgraben, im Osten das Tal des Löhnersbachs hinab zum Glemmtal. Der Berg hat drei Gipfel: den Schattberg-West 2096 m, den Mittelgipfel 2097 m und den Schattberg-Ost 2018 m, dem nordöstlich das Dillinger Eck (1875 m) vorgelagert ist.

## Erschließung
Sowohl der Westgipfel als auch der Ostgipfel sind von Hinterglemm bzw. Saalbach aus mit Gondelbahnen erschlossen, die Bestandteil des Skigebiets Saalbach-Hinterglemm-Leogang sind. 
Vor der 2002 errichteten Umlaufseilbahn Schattberg X-Press, führte die 1960 erbaute Schattbergbahn von Saalbach auf den Ostgipfel. Diese Pendelbahn war nach dem Umbau 1973 die größte Gondelbahn (100 Personen pro Kabine) Österreichs mit dem stärksten Tragseil (63 mm) der Welt.
Rund um den Berg liegen mehrere Almhütten. Das Gebiet ist durch zahlreiche Wanderwege erschlossen. Zum Hauptgipfel, dem Mittelgipfel, führen markierte Steige von Nordwesten und Nordosten. Auf den West- und Ostgipfel führen geschotterte Fahrstraßen, die bei Mountainbikern beliebt sind. Nach Süden führt ein markierter Steig bzw. eine Schiroute zum Pinzgauer Spaziergang, einem beliebten Höhenweg. Der Gipfel kann auch mit Schneeschuhen erreicht werden.